# Verticordia laciniata
Verticordia laciniata är en myrtenväxtart som beskrevs av Alexander Segger George. Verticordia laciniata ingår i släktet Verticordia och familjen myrtenväxter. Inga underarter finns listade i Catalogue of Life.